# Stemma delle isole Cook
Lo stemma delle Isole Cook è stato disegnato dal capovillaggio Papa Motu Kora, nell'isola di Rataronga.

## Descrizione

Scudo cookese

È sormontata da uno scudo blu, con al centro delle 15 stelle bianche, simbolo delle 15 tra isolotti ed atolli. Sopra è retta da un cocco. In diagonali ci sono una lancia dei maori ed un bastone con la croce, simbolo del Cristianesimo. A sinistra c'è un exocoetidae (o pesce volante; in lingua māori maroro) e a destra un gygis alba (o sterna bianca; in lingua māori kakaia). Sotto c'è il cartegio d'oro con la scritta COOK ISLANDS.